# 1899 en rugby à XV
Les faits marquants de l'année 1899 en rugby à XV

## Événements

### Mars
- L'Irlande a terminé première du Tournoi britannique de rugby à XV 1899 en remportant trois victoires et la triple couronne par la même occasion.
  - Article détaillé : Tournoi britannique de rugby à XV 1899

### Avril
- 23 avril : le Stade bordelais est champion de France.
  - Article détaillé : Championnat de France de rugby à XV 1898-99

### Récapitulatifs des principaux vainqueurs de compétitions 1898-1899
- Le Stade bordelais champion de France.
- Le Devon est champion des comtés anglais.
- Le Griqualand West remporte le championnat d’Afrique du Sud des provinces, la Currie Cup.

## Principaux décès